# Superserien 1998
Superserien 1998 var Sveriges högsta division i amerikansk fotboll för herrar säsongen 1998. Serien spelades 3 maj – 12 juli 1998 och vanns av Stockholm Mean Machines. Serien spelades i form av två konferenser men med gemensam tabell. Lagen möttes i dubbelmöten i den egna konferensen och i enkelmöten mellan konferenserna. Vinst gav 2 poäng, oavgjort 1 poäng och förlust 0 poäng.
De fyra bäst placerade lagen gick vidare till slutspel. SM-slutspelet spelades 19 juli – 26 juli och även där segrade Stockholm Mean Machines.

## Konferensindelning
| Norra konferensen - Stockholm Mean Machines - Tyresö Royal Crowns - Uppsala 86ers - Örebro Black Knights | Södra konferensen - Carlstad Crusaders - Göteborg Giants - Kristianstad C4 Lions - Limhamn Griffins |

## Tabell
| Nr | Lag                          | S  | V | O | F  | GP  | IP  | PS   | P  |
| -- | ---------------------------- | -- | - | - | -- | --- | --- | ---- | -- |
| 1  | Stockholm Mean Machines (RM) | 10 | 9 | 0 | 1  | 319 | 58  | +261 | 18 |
| 2  | Örebro Black Knights         | 10 | 8 | 0 | 2  | 305 | 164 | +141 | 16 |
| 3  | Tyresö Royal Crowns          | 10 | 7 | 0 | 3  | 288 | 295 | −7   | 14 |
| 4  | Carlstad Crusaders           | 10 | 6 | 0 | 4  | 310 | 178 | +132 | 12 |
| 5  | Kristianstad C4 Lions        | 10 | 5 | 0 | 5  | 155 | 229 | −74  | 10 |
| 6  | Uppsala 86ers                | 10 | 2 | 0 | 8  | 150 | 238 | −88  | 4  |
| 7  | Göteborg Giants1             | 10 | 2 | 0 | 8  | 215 | 265 | −50  | 4  |
| 8  | Limhamn Griffins1 (RL)       | 10 | 0 | 0 | 10 | 48  | 363 | −315 | 0  |

1 I matchen mellan Limhamn Griffins och Göteborg Giants använde båda lagen olicensierade spelare. Matchresultatet ändrades därför till 0-0 och inga poäng delades ut.
Färgkoder:
|      | – Kvalificerad för mästerskapsslutspel |
| (RL) | – Regerande ligamästare (seriesegrare) |
| (RM) | – Regerande svenska mästare            |

## Matchresultat
| Hemma \ Borta           | CC    | GG    | KCL   | LG    | SMM   | TRC   | U8    | ÖBK   |
| Carlstad Crusaders      | —     | 48–14 | 46–13 | 76–0  | 6–29  | —     | —     | 6–22  |
| Göteborg Giants         | 41–10 | —     | 0–11  | 48–12 | 8–48  | 36–50 | —     | —     |
| Kristianstad C4 Lions   | 6–20  | 22–16 | —     | 36–12 | —     | 13–18 | 13–8  | —     |
| Limhamn Griffins        | 6–26  | 0–02  | 6–24  | —     | —     | —     | 3–34  | 7–40  |
| Stockholm Mean Machines | —     | —     | 69–0  | 49–2  | —     | 26–0  | 28–0  | 14–0  |
| Tyresö Royal Crowns     | 40–37 | —     | —     | 30–0  | 18–49 | —     | 34–29 | 25–24 |
| Uppsala 86ers           | 7–35  | 27–26 | —     | —     | 0–13  | 26–39 | —     | 16–38 |
| Örebro Black Knights    | —     | 47–26 | 34–27 | —     | 24–6  | 55–34 | 21–3  | —     |

1Göteborg hade använt olicensierade spelare så Kristianstad tilldömdes segern.

2Båda lagen hade använt olicensierade spelare så inga poäng delades ut.

3Uppsala hade använt olicensierade spelare så Stockholm tilldömdes segern.

## Slutspel

### Semifinaler
|  | 19 juli 1998 | Stockholm Mean Machines | 22 – 9 | Tyresö Royal Crowns |  |  |
|  |              |                         |        |                     |  |  |
|  |              |                         |        |                     |  |  |
|  |              |                         |        |                     |  |  |

|  | 19 juli 1998 | Örebro Black Knights | 35 – 15 | Carlstad Crusaders |  |  |
|  |              |                      |         |                    |  |  |
|  |              |                      |         |                    |  |  |
|  |              |                      |         |                    |  |  |

### SM-final
|  | 26 juli 1998 | Stockholm Mean Machines | 31 – 10 | Örebro Black Knights | Zinkensdamms IP |  |
|  |              |                         |         |                      |                 |  |
|  |              |                         |         |                      |                 |  |
|  |              |                         |         |                      |                 |  |